# Bipolaris (sjukdomar i stråsäd)
Bipolaris är samlingsnamn för flertal växtsjukdomar skapade av Bipolaris sorokiniana (syn. Cochliobolus sativus). Svampen har flertal gräsarter som värdväxt, men har större ekonomisk betydelse vid angrepp av vete och korn. Angreppsgrad är allvarligare i varma klimat.

## Biologi
Svampen övervintrar som mycel eller konider på växtrester eller i jord, samt som mycel i infekterat utsäde. Groende infekterade kärnor initierar svampmycelens tillväxt vilket kan utvecklas till angrepp av bipolaris rotröta. Unga friska groddar eller rötter kan smittas av kontakt med mycel eller konidier i jord. Överlevande groddar fortsätter växa med en primär infektion av bipolarisbladfläck. Konidioforer tillväxer ut ur klyvöppningar och producerar nya konidier som kan återgå till marken för vila till nästa säsong eller orsaka sekundära infektioner vid spridning genom vind eller vattenstänk. Infektionstrådar gror in i värdväxtens klyvöppningar eller penetrerar epidermis. Sekundära angrepp kan även nå axen och infektera kärnor. Används dessa som utsäde bär de på smittan till nästa säsong.  
Effektivitet av etablering i kärnorna minskar med tid efter befruktning av fröämne då kärnan utvecklar allt svårgenomträngligare skal.  Bipolaris rotröta har optimal etablering i 20 °C och bipolaris bladfläck vid 28 °C. Fuktiga förhållanden gynnar svampens tillväxt. Svampens sexuella stadium förekommer sällan i naturen och anses inte ha inverkan på sjukdomsspridningen. 

## Betydelse
Utsädessmitta är vanligare än bladangrepp. Bipolaris rotröta innebär minskning av skördevolym i vete och korn då vissa groddar deformeras och dör. Det överlevenade beståndet får färre axbärande strån och lägre tusenkornvikt. Bipolaris bladfläck har kvalitets sänkande effekter om kärnor infekteras. Stråknäckning kan ske vid angrepp av noder. Svampen upphittats oftare i varmare områden av världen, och kan i Nordamerika innebära en skördeförlust på 11%.    

## Kännetecken
Angripna groddar kan bli deformerade och tillväxa på onormalt sätt. Bipolaris rotröta yttrar sig som mörkbrun missfärgning av rötter och stråbas. Primära bladangrepp syns som gulnande första blad och cirkulära bruna fläckar med klorotisk kantzon mot ytterkanten av bladen. Vid sekundära angrepp ökar dessa i antal och kan bilda större sammanhängande områden av fläckar.
Angrepp kan förväxlas med ramularia-bladfläck, bladfläcksjuka, eller stråfusarios. 

## Bekämpningsåtgärder
Plöjning av stubb och halm efter skörd av stråsäd gör att växtmaterialet multnar och inte kan användas av svampen som övervintringsplats. En växtföljd med upprepade års sådd av korn eller vete kan löpa större risk att sprida och föröka svampinfektion. Avbrott i växtföljden med icke mottagliga arter kan minska sjukdomstrycket. Behandling av utsäde med betning eller värmebehandling kan minska risk för utsädesburen smitta. 